# Yan Ruisheng
Yan Ruisheng (xinès tradicional: 閻瑞生; xinès simplificat: 阎瑞生; pinyin: Yán Ruìshēng) És una pel·lícula muda xinesa del 1921 d 'una durada de 100 minuts. Dirigida per Ren Pengnian, guió de Yang Xiaozhong i Liao Enshou com director de fotografia. Protagonitzada per Chen Shouzi i Wang Caiyun. Un docudrama basat en l'assassinat per part de Yang Ruisheng un empleat de banca i jugador empedreït que va assassinar una prostituta ,Wang Lianying, l'any 1920. Considerat un dels quatre primers llargmetratges del cinema xinès, del qual només s'han conservat algunes fotografies.

## Estil i realització
El 1917, l’editorial Commercial Press (商务印书馆) de Shanghai va crear una divisió dedicada al cinema (Commercial Press Motion Picture Selection), que entre 1920 i 1927 va produir una trentena de documentals i vint pel·lícules d’opera i de ficció. A partir de 1919, va créixer gràcies a l'arribada d'un equip de cineastes de la companyia nord-americana Universal Pictures. Van filmar molts exteriors i després al marxar van cedir el seu equipament a l’editorial que construeix un nou estudi i roda una pel·lícula sobre l'art del cantant especialitzat en papers femenins,  Mei Lanfang (梅兰芳). El primer llargmetratge que van produir va ser Yan Ruisheng (閻瑞生).

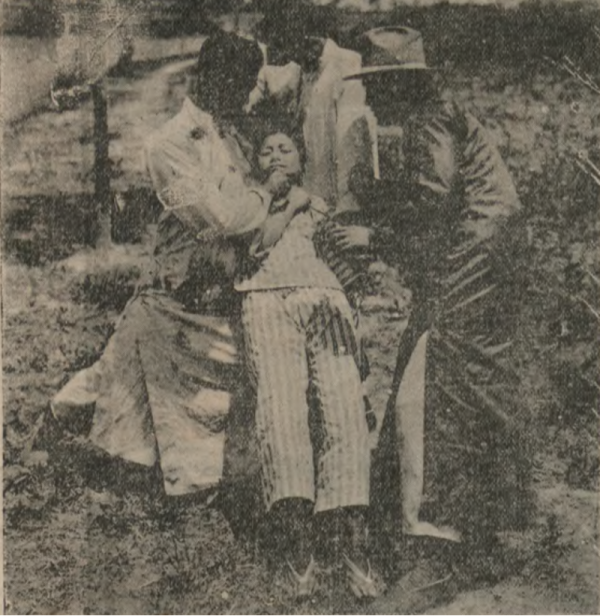
Escena de la pel·lícula: Mort de Wang Lianying

Per perseguir una atmosfera de realisme i la màxima similitud amb els fets reals, la major part de la pel·lícula es va rodar en escenaris on es van produir els esdeveniments , com ara prostíbuls,  el World Casino, passejades en cotxe, l'estació de ferrocarril de Xuzhou, la fiscalia, els guàrdies de Longhua, i el lloc de l'execució.

## Precedents
En la vida real ,Yan Ruisheng va ser jutjat al Huijian Gongshe, que en aquell moment era a la concessió francesa, i després va ser extradit al territori xinès. Va ser condemnat a mort i  el 23 de novembre de 1920, i afusellat a Longhua. El succés va tenir un gran ressò en la població en base a aspectes com el fet que la prostituta fos molt coneguda entre l'alta societat de Shaghai i les característiques de l'assassí, un directiu de la classe mitjana.  De forma immediata es van generar diverses versions i adaptacions del tema, amb obres teatrals amb actors, actrius i cantants famosos del moment, com  Wang Youyou,  Lu Lanchun i Meng Xiaodong. També  Xia Yueshan i Xia Yuerun, actors de l'Òpera de Pequín  la  van adaptar. En un cert moment diferents adaptacions es van representar a cinc teatres diferents de Shanghai, i fins i tot la discogràfica EMI va publicar un disc amb cançons sobre el cas. Amb aquests precedents  l'aparició de la versió cinematogràfica de Yan Ruisheng era imminent.

## Estrena
A les 7 del vespre de l'1 de juliol de 1921, "Yan Ruisheng" es va estrenar al Summer Peck Cinema, el cinema més luxós de Shanghai en aquell moment, situat dins la concessió francesa. Els ingressos de taquilla el primer dia van ser fins a 1.300 iuans. Inicialment es va projectar en dues sessions , ampliades a una tercera de matinada, amb public xinès i estranger. La pel·lícula va obtenir un benefici net de 4.000 iuans la primera setmana.  Es va projectar de forma continua fins al 1924, fet que la situa com la primera pe·lícula amb èxit comercial a la Xina.Algunes crítiques van publicar comentaris com "S'ha fet una creació sense precedents en la recerca de l'autenticitat. Les actuacions dels actors també són avançades perquè estan més familiaritzats amb els personatges de l'obra". L'espectacle de la joventut degenerada provoca reflexions, i és inesperat que les pel·lícules autofotografiades xineses puguin assolir aquest nivell". Altres crítics van desaprovar questions tècniques com "  hi ha moltes deficiències, com ara el cotxe arrenca però les rodes no giren, o "a causa de limitacions financeres, tècniques i altres, així com de la producció precipitada,l a pel·lícula té inevitablement deficiències".

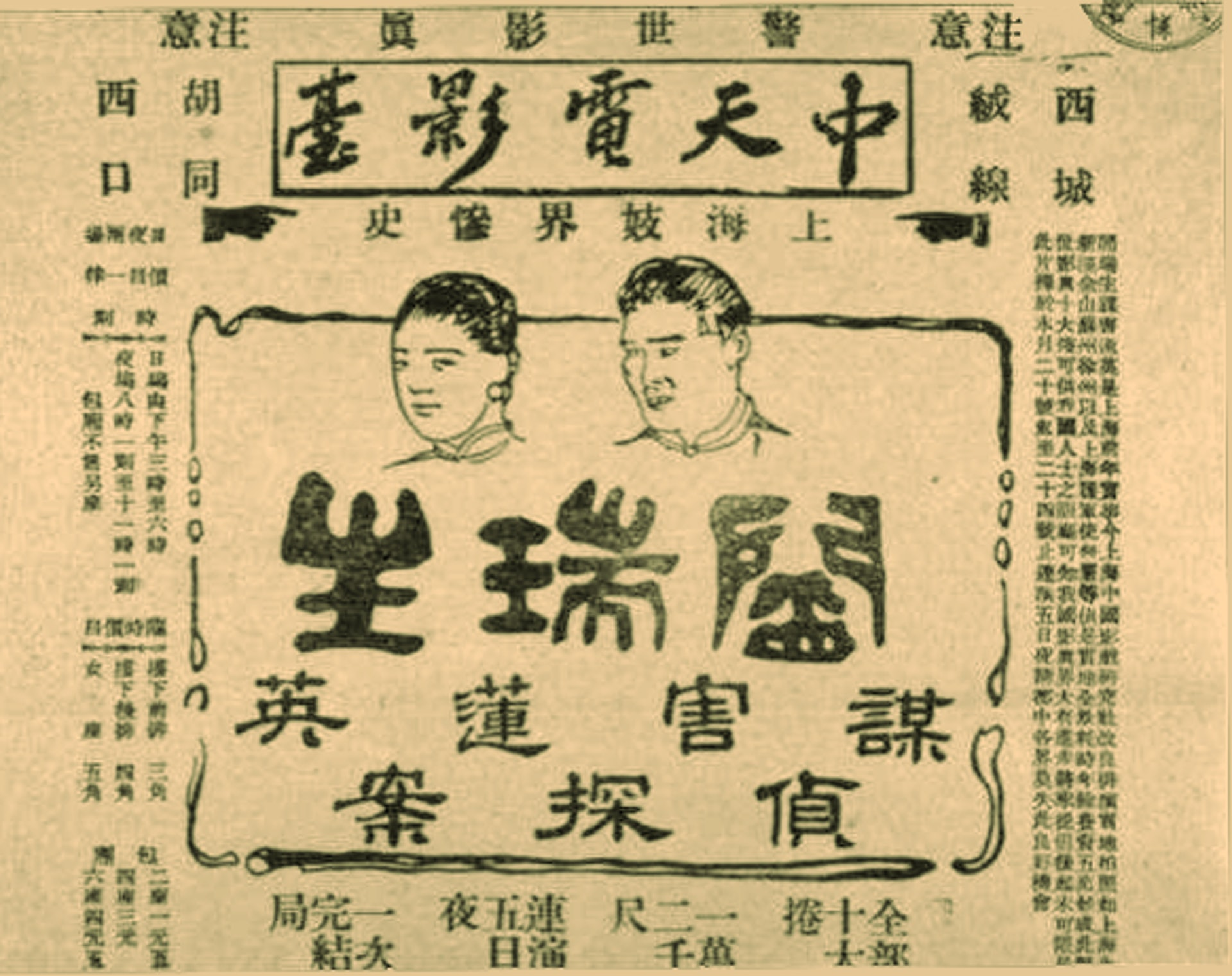
Anunci a la premsa de la pel·lícula

La pel·lícula va ser un èxit de taquilla, tant que es va estar programant en cinemes fins a 1924, sent al seu torn la primera pel·lícula a estar tant de temps en pantalla. Més tard la pel·lícula va ser prohibida amb l'argument de que era "perjudicial per a la societat xinesa".

## Argument
La pel·lícula segueix l'esquema dels esdeveniments del cas real.
Yan Ruisheng, desprès d'haver malgastat els seus diners en jocs d'atzar, bon menjar i prostitutes, decideix robar a la cortesana Wang Lianying. Viatja al seu bordell i la contracta. També intenta atraure a Xiaolin Daiyu, però  ella el rebutja.declina. Yan i Wang viatgen fora de Shanghai, on els esperen els amics de Yan , Wu Chunfang i Fang Rishan. Tot i que Wang implora per la seva vida, és assassinada. Li roben les joies i el seu cos el llencen en un camp. De tornada a Shanghai, el gerent del prost-ibul, s'adona que Wang ha desaparegut. Ell s'assabenta per Xiaolin que Wang havia marxat amb Yan i avisa a la policia. Després de trobar el cos, Yan i els seus companys intenten sense èxit  escapolir-se dels seus perseguidors. Al final Yan és  atrapat a Xuzhou, repatriat a Xangai i executat a Longhua.

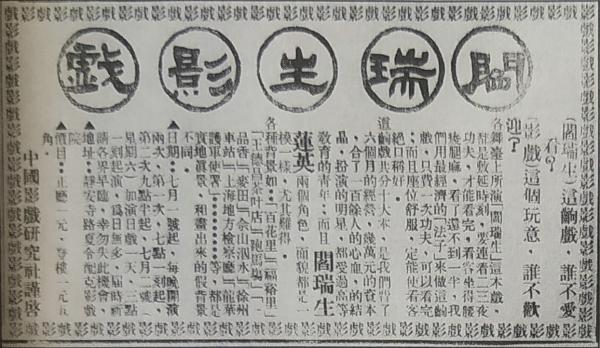
Anunci al diari "Shen Bao" del 30 de juny del 1921 on els responsables del film van emfatitzar la versemblança dels personatges amb els homòlegs de la vida real.

## Repartiment
Els actors són majoritàriament actors no professionals, i alguns van  ser escollits en funció de la seva semblança física amb els implicats en el cas real. L''actor principal Chen Shouzhi 陈寿芝 és un dels productors de la pel·lícula i l'atriu principal Wang Caiyun 王彩云 era una prostituta retirada.

## Censura
Un altre cop, com en el cas de Zhang Xinsheng la pel·lícula van generar una gran polèmica, sobretot dins del sector educatiu de l'època.Aviat, diverses institucions educatives, representades per l'Associació d'Investigació en Educació Popular i el Departament d'Educació de Jiangsu, van presentar repetidament cartes que suggereixen que el govern "havia de censurar aquest tipus de pel·lícules, per la seva incidència sobre l'educació moral i els sentiments nacionalistes" De fet es va establir inicialment un sistema de censura del cinema produït pels estudis privats.
Destaca la posició adoptada per la Societat de Recerca (Tongsu jiaoyu yanjiu hui 通俗教育研究會) de Pequín que va demanar al Ministeri d'Educació prohibir les dues pel·lícules l'abril de 1923. Com a resposta els ministres del'Interior i d'Educació van enviar requeriment al governador de la província de Jiangsu, amb aquest contingut: " Les pel·lícules que es mostren als cinemes de diverses ciutats, per exemple, (Yan Ruisheng) i (Zhang Xinsheng), que mostren esdeveniments i assassinats recents i escenes crues. La seva raresa desperta molta curiositat i atrau un públic incessant, però tenen un efecte continu i ruïnós en l'educació social. Com que les pel·lícules en qüestió es fabriquen a l'assentament de Shanghai, es demana que el governador civil de Jiangsu hauria d'indicar al comissari d'Afers Exteriors que s'acosti al Cos Consular amb l'objectiu que aquestes pel·lícules es decomissin i destrueixin per posar fi a aquest mal i mantenir la moral social".
Pe la seva banda els censors de pel·lícules de l'Associació Educativa de Jiangsu ( 江蘇省教育會) també van expressar serioses preocupacions pels "efectes nocius" de la pel·lícula. Poc després de la projecció de Zhang Xinsheng a Shanghai, l'Associació va escriure una carta a la productora Mingxing, en la qual expressava l'opinió que "no era desitjable que algunes parts de la pel·lícula s'haguessin de mostrar al públic" i es va exigir una revisió de determinades escenes i de la trama. En conseqüència, Mingxing va fer alguns canvis, emfatitzant els jocs d'atzar i les drogues com a origen de les males accions de Zhang Xinsheng, i es van afegir paraules de remordiment en el intertítols.